# Confossa
Confossa is een kevergeslacht uit de familie Hydroscaphidae. De wetenschappelijke naam van het geslacht  werd voor het eerst geldig gepubliceerd in 2015 door Short, Joly, García en Maddison.

## Soorten
- Confossa falcata Short, Joly, García & Maddison, 2015[1]
- Confossa minima Short, Joly, García & Maddison, 2015[1]
- Confossa sculptura Short, Joly, García & Maddison, 2015[1]